# 西河 (恭城河)
西河，也称西岭河，上游又称澄江，位于中国广西壮族自治区北部，是恭城河左岸支流，发源于海洋山东麓灵川县大境瑶族乡境内的笑天狮岭，曲折南流至恭城瑶族自治县县城恭城镇西郊的西河口汇入恭城河。干流长82千米，流域面积598平方千米。